# Teroristické útoky v Istanbulu (1999)
Teroristické útoky v Istanbulu byly sérií dvou výbuchů, které se odehrály v tureckém městě Istanbul 13. března a 14. března 1999. Třetí bomba byla nalezena poblíž restaurace Burger King a byla úspěšně zneškodněna.

## Útoky
13. březen — V přeplněném obchodním středisku v Istanbulu vybuchla podomácku vyrobená zápalná bomba a zabila 13 osob.
14. březen — V důsledku výbuchu druhé bomby zasazené pod kamion byli zraněni dva lidé. Jednou z obětí byla osoba podezřelá z umístění bomby, druhou voják. Výbušné zařízení vybuchlo v 19:50 místního času (17:50 GMT).